# Cras, Lot
Cras är en kommun i departementet Lot i regionen Occitanien i södra Frankrike. Kommunen ligger i kantonen Lauzès som tillhör arrondissementet Cahors. År 2022 hade Cras 99 invånare.

## Befolkningsutveckling
Antalet invånare i kommunen Cras
| Referens: INSEE |